# Scopula marginevirgata
Scopula marginevirgata là một loài bướm đêm trong họ Geometridae.